# Handmade Heaven
«Handmade Heaven» es una canción de la cantante británica Marina. La canción fue producida por Joel Little y sirve como el primer lanzamiento en solitario de Marina luego de un cambio de nombre en 2018. Se lanzó para descarga digital y transmisión como el sencillo principal del álbum Love + Fear el 29 de agosto de 2019 por Atlantic Records. En marzo de 2019 se lanzaron dos versiones de un remix de la canción, producida por la DJ irlandesa Krystal Klear.

## Antecedentes y lanzamiento
Para marcar una nueva era en su carrera, Marina declaró a través de Twitter en 2018 que quitaría el apodo de "and the Diamonds" de su nombre artístico para lanzar música simplemente como Marina (estilizada en mayúsculas ), y explicó que: "Se necesitó me bastante más de un año para darse cuenta de que una gran parte de mi identidad fue atado en quién era yo como artista ... y no quedaba mucho de lo que yo era". Tras el anuncio, lanzó «Baby» con Clean Bandit, su primer sencillo nuevo con su nuevo nombre. Hacia principios de 2019, «Handmade Heaven» se anunció formalmente al público y es su primer lanzamiento en solitario desde «Blue», el quinto y último sencillo de su tercer álbum, Froot, en 2015.
Fue lanzado para descarga digital y transmisión en varios países el 8 de febrero de 2019 a través de Atlantic Records. Sirvió como el sencillo principal de Love + Fear y su primer lanzamiento en solitario desde 2015. El 8 de marzo de 2019, dos versiones de un remix producido por la DJ irlandesa Krystal Klear fueron lanzados a minoristas de música digital y servicios de transmisión. El remix original tiene una duración de 6 minutos y 57 segundos y fue exclusivo de Apple Music. Para la distribución del remix en Spotify en los Estados Unidos, se lanzó una versión condensada del remix de 4 minutos y 10 segundos. La versión más larga se usó en un video de audio para el remix que se cargó en la cuenta de YouTube de Marina el 11 de marzo de 2019.

## Composición y lírica
Musicalmente, es una balada electro y pop. De acuerdo con la partitura de la canción en Musicnotes.com, se establece en tiempo común y tiene un tempo moderado de 107 latidos por minuto. La clave de la canción está en La mayor, con el rango vocal de Marina que abarca una octava completa , desde F 3 a C 5 en notación de tono científico. A lo largo de los tres versos de la canción, el rango vocal avanza en la progresión de acordes.de E – D – F♯ – C♯, junto con el uso de cuerdas suspendidas durante C♯. Líricamente, la canción se refiere a la admiración de Marina por la naturaleza y el aire libre.

## Video musical
El video musical de «Handmade Heaven» fue dirigido por la directora inglesa Sophie Muller, quien luego dirigiría el video de «Orange Trees», el tercer sencillo de Love + Fear. El clip fue producido por Sophie Brooks, encabezada por Hannah May, y producido ejecutivamente por Juliette Larthe. Fue filmado en un lugar en Estonia, durante enero de 2019. El anuncio oficial del video reveló que debutaría a las 5:00 p. m. ( GMT ) el 8 de febrero de 2019.

## Posicionamiento en listas
| Listas (2019)                          | Mejor posición |
| -------------------------------------- | -------------- |
| Escocia (Official Charts Company)      | 46             |
| Francia Downloads (SNEP)               | 196            |
| Grecia (International Digital Singles) | 92             |
| Nueva Zelanda Hot Singles (RMNZ)       | 25             |
| Reino Unido Download (OCC)             | 52             |

## Historial de lanzamiento
| País   | Fecha                | Formato                     | Discográfica     | Ref    |
| ------ | -------------------- | --------------------------- | ---------------- | ------ |
| Varios | 8 de febrero de 2019 | Descarga digital, streaming | Atlantic Records | [ 19 ] |